# أنطون نانوت
انطون نانوت (بالسلوفينية: Anton Nanut) (13 سبتمبر 1932 - 13 يناير 2017) كان قائد أوركسترا سلوفيني دولي مشهور للموسيقى الكلاسيكية.

## روابط خارجية
- أنطون نانوت على موقع ميوزك برينز (الإنجليزية)
- أنطون نانوت على موقع أول ميوزيك (الإنجليزية)
- أنطون نانوت على موقع ديسكوغز (الإنجليزية)